# Bromheadia grandiflora
Bromheadia grandiflora är en orkidéart som beskrevs av Kruiz. och De Vogel. Bromheadia grandiflora ingår i släktet Bromheadia och familjen orkidéer. Inga underarter finns listade i Catalogue of Life.